# 엘리너 일린 존슨
엘리너 일린 슈만(혼전성 존슨(Johnson), 영어: Eleanor Ileen Shuman, 1910년 8월 23일 ~ 1998년 3월 7일)은 미국의 전화 교환원이자 1912년 4월 15일 RMS 타이타닉 침몰 사고의 마지막 생존자 중 한 명이다.